# Николаевка (археологический памятник)
46°18′07″ с. ш. 30°20′35″ в. д.
Никола́евка — скифское поселение с могильником IV—III веков до н. э., расположенные на левом берегу Днестровского лимана восточнее одноимённого села Николаевка Овидиопольского района Одесской области.

## Описание
В 1964—1969 годах Западно-Скифской археологической экспедицией под руководством А. И. Мелюковой проводились исследования скифского поселения и его могильника близ села Николаевка в Овидиопольском районе Одесской области. За весь период было обследовано 12 курганных погребений и 73 захоронения из бескурганных могильников. Только одно курганное погребение дало датировку по найденным амфорным материалам — III век до н. э. В то же время Дунай-Днестровской экспедицией под руководством Н. М. Шмаглия начались работы по исследованию ещё двух курганов у того же села. Но работы были прекращены в связи с обнаружением боеприпасов времён Великой Отечественной войны. Раскопки продолжила в 1973 году И. Л. Алексеева. В результате в одном из курганов (8/14) обнаружили два скифских захоронения: одно — воина, второе сопровождающее — конское. В кургане был найден нащечник с псалиями, одно из окончаний которых выполнено в виде конечности хищника, другое — в виде копыта. В другом погребении (4/1) была найдена золотая бляха в виде орлиной головки и примыкающего к ней стилизованного крыла. В скифских погребальных комплексах изделия, выполненные в зверином стиле, являются самыми редкими находками проявления скифского изобразительного искусства во всём Северном Причерноморье.
Узкодатирующими вещами хронологизации погребений послужила античная импортная посуда, что позволило определить хронологические рамки данного памятника: середина — начало третьей четверти IV — первая половина III века до н. э..
Большое количество скифских памятников в степном Поднестровье может свидетельствовать о непрерывном развитии скифской культуры в данном регионе с конца VII века до н. э. и до II века до н. э., и об увеличении численности скифского населения в обстановке добрососедских отношений с гетскими племенами лесостепного Поднестровья при постоянных торгово-экономических контактах с жителями греческих городов нижнего Днестра. В результате перехода скифов к оседлому образу жизни и стало возможным такое межэтническое взаимодействие.